# 14e armée régionale (Japon)
La 14e armée régionale (第14方面軍, Dai-jūyon hōmen gun) est une composante de l'armée impériale japonaise basée aux Philippines durant la Seconde Guerre mondiale.

## Histoire
La 14e armée régionale japonaise est formée le 6 novembre 1941 sous le contrôle direct du groupe d'armées expéditionnaire japonais du Sud avec pour mission principale d'envahir et d'occuper les Philippines. Elle est initialement composée des 16e, 48e et 56e divisions et de la 65e brigade mixte indépendante (en). En janvier 1942, la 48e division est détachée et réaffectée à la 16e armée pour l'invasion des Indes orientales néerlandaises et est remplacée par la 4e division. Comme l'ordre n'est toujours pas établi aux Philippines, le commandant de la 14e armée régionale, le lieutenant-général Masaharu Honma, demande des renforts. La 10e garnison indépendante est alors envoyée ainsi que la 21e division, et le 1er quartier-général d'artillerie de campagne pour commander les unités d'artillerie. Les 4e et 7e régiments blindés font partie de la 14e armée régionale ainsi que le 9e bataillon indépendant d'artillerie de campagne. Cette armée est responsable de la marche de la mort de Bataan après la reddition des forces américano-philippines à Bataan, et la 65e brigade indépendante est également accusée du massacre de Mariveles.
La 14e armée passe sous le contrôle direct du quartier-général impérial en juin 1942. Cependant, le groupe d'armées expéditionnaire du Sud continue de lui envoyer des ordres depuis Saïgon, parfois en opposition avec ceux provenant de Tokyo, et son commandant est accusé d'insubordination par des sous-officiers qui utilisent la situation pour envoyer des ordres sans son accord ou pour annuler les ordres avec lesquels ils ne sont pas d'accords. En août, Honma est remplacé par le lieutenant-général Shigenori Kuroda.
En juillet 1942, la 4e division passe sous le contrôle de la 14e armée régionale, tout comme la 30e division qui était affectée à la défense de Mindanao. Comme la situation militaire continue de se dégrader et que les forces alliées préparent un plan de reconquête des Philippines, la 14e armée régionale restructure ses brigades d'infanterie indépendantes et ses réserves pour former les nouvelles 100e (en), 102e (en), 103e (en), et 105e (en) divisions.
En mars 1944, la 14e armée régionale retourne officiellement sous le contrôle du groupe d'armées expéditionnaire du Sud. Le 28 juillet 1944, elle est officiellement nommée « 14e armée régionale » à la place de « 14e armée ». Deux divisions supplémentaires (la 8e et la 10e) arrivent en août 1944 comme renforts, et également en août, la 35e armée passe aussi sous son contrôle. Dans les batailles de la campagne des Philippines contre les forces combinées américano-philippines à Leyte, Mindanao et certaines parties de Luçon, la 14e armée régionale perd plus de 350 000 hommes, dont la totalité des 16 000 hommes de la 16e division à la bataille de Leyte. Le 10 octobre 1944, le général Tomoyuki Yamashita prend le commandement de la 14e armée régionale pour défendre les Philippines.
Des troupes de la 14e armée régionale sont responsables du massacre de Palawan du 14 décembre 1944.

## Commandement

### Commandants
|   | Nom                                 | De                | À                 |
| - | ----------------------------------- | ----------------- | ----------------- |
| 1 | Lieutenant-général Masaharu Honma   | 6 novembre 1941   | 1er août 1942     |
| 2 | Lieutenant-général Shigenori Kuroda | 1er août 1942     | 26 septembre 1944 |
| 3 | Général Tomoyuki Yamashita          | 26 septembre 1944 | 15 août 1945      |

### Chef d'état-major
|   | Nom                                  | De              | À               |
| - | ------------------------------------ | --------------- | --------------- |
| 1 | Lieutenant-général Masami Maeda      | 6 novembre 1941 | 20 février 1942 |
| 2 | Major-général Takaji Wachi           | 20 février 1942 | 22 mars 1944    |
| 3 | Lieutenant-général Haruki Isayama    | 22 mars 1944    | 19 juin 1944    |
| 4 | Lieutenant-général Tsuchio Yamaguchi | 19 juin 1944    | 28 juillet 1944 |
| 5 | Major-général Ryozo Sakuma           | 28 juillet 1944 | 5 octobre 1944  |
| 6 | Lieutenant-général Akira Mutō        | 5 octobre 1944  | 15 août 1945    |